# Abraham Nott
Abraham Nott (* 5. Februar 1768 in Saybrook, Middlesex County, Colony of Connecticut; † 19. Juni 1830 in Fairfield, South Carolina) war ein US-amerikanischer Politiker. Von 1799 bis 1801 vertrat er den Bundesstaat South Carolina im US-Repräsentantenhaus.

## Werdegang
Abraham Nott genoss in seiner Jugend eine private Ausbildung. Danach studierte er bis 1787 am Yale College. Im Jahr 1788 zog er in das McIntosh County in Georgia. Dort arbeitete er ein Jahr lang als Lehrer, ehe er im Jahr 1789 nach Camden in South Carolina zog. Nach einem Jurastudium und seiner im Jahr 1791 erfolgten Zulassung als Rechtsanwalt begann er, in Union in seinem neuen Beruf zu arbeiten.
Politisch wurde Nott Mitglied der von Alexander Hamilton gegründeten Föderalistischen Partei. Von 1796 bis 1797 saß er als Abgeordneter im Repräsentantenhaus von South Carolina. 1798 wurde er im sechsten Wahlbezirk von South Carolina in das US-Repräsentantenhaus gewählt, wo er am 4. März 1799 die Nachfolge von William Smith antrat. Bis zum 3. März 1801 absolvierte er aber nur eine Legislaturperiode im Kongress, der in dieser Zeit sein neues Domizil in der neu gegründeten Bundeshauptstadt Washington, D.C. bezog.
Nach seiner Zeit im Repräsentantenhaus arbeitete Abraham Nott als Rechtsanwalt in Columbia. Im Jahr 1805 wurde er Kurator der University of South Carolina. 1807 war er Intendant und damit faktisch Bürgermeister der Stadt Columbia. Ab 1810 war Nott Richter am South Carolina Circuit Court. Dieses Amt bekleidete er bis zu seinem Tod. Ab 1824 war er auch Vorsitzender Richter des Berufungsgerichts von South Carolina. Abraham Nott starb am 19. Juni 1830 in Fairfield. Er wurde in Columbia, der Hauptstadt von South Carolina, beigesetzt.
Sein Sohn Josiah C. Nott (1804–1873) war ein Arzt und Rassentheoretiker.